# Monaeses caudatus
Monaeses caudatus es una especie de araña cangrejo del género Monaeses, familia Thomisidae. Fue descrita científicamente por Tang & Song en 1988.

## Distribución
Esta especie se encuentra en China.